# Nacaduba pacifica
Nacaduba pacifica är en fjärilsart som beskrevs av Lambertus Johannes Toxopeus 1927. Nacaduba pacifica ingår i släktet Nacaduba och familjen juvelvingar. Inga underarter finns listade i Catalogue of Life.